# علم جزر فوكلاند

العلم المستخدم في جزر فوكلاند مابين عامي 1948 إلى عام 1999

أعتمد علم جزر الفوكلاند رسميا في يوم 29 أيلول - سبتمبر من سنة 1948، في 25 كانون الثاني - يناير من سنة 1999 تم إجراء تعديل بسيط في تصميم علم جزر الفوكلاند.

## أعلام مستخدمة في جزر فوكلاند

علم الحاكم.
العلم التجاري لجزر فوكلاند.

## أعلام مستخدمة سابقا في جزر فوكلاند

علم حاكم جزر فوكلاند المستخدم قبل عام 1999.
العلم التجاري لجزر فوكلاند ما بين عامي 1948 إلى عام 1999.